# Agios Stephanos

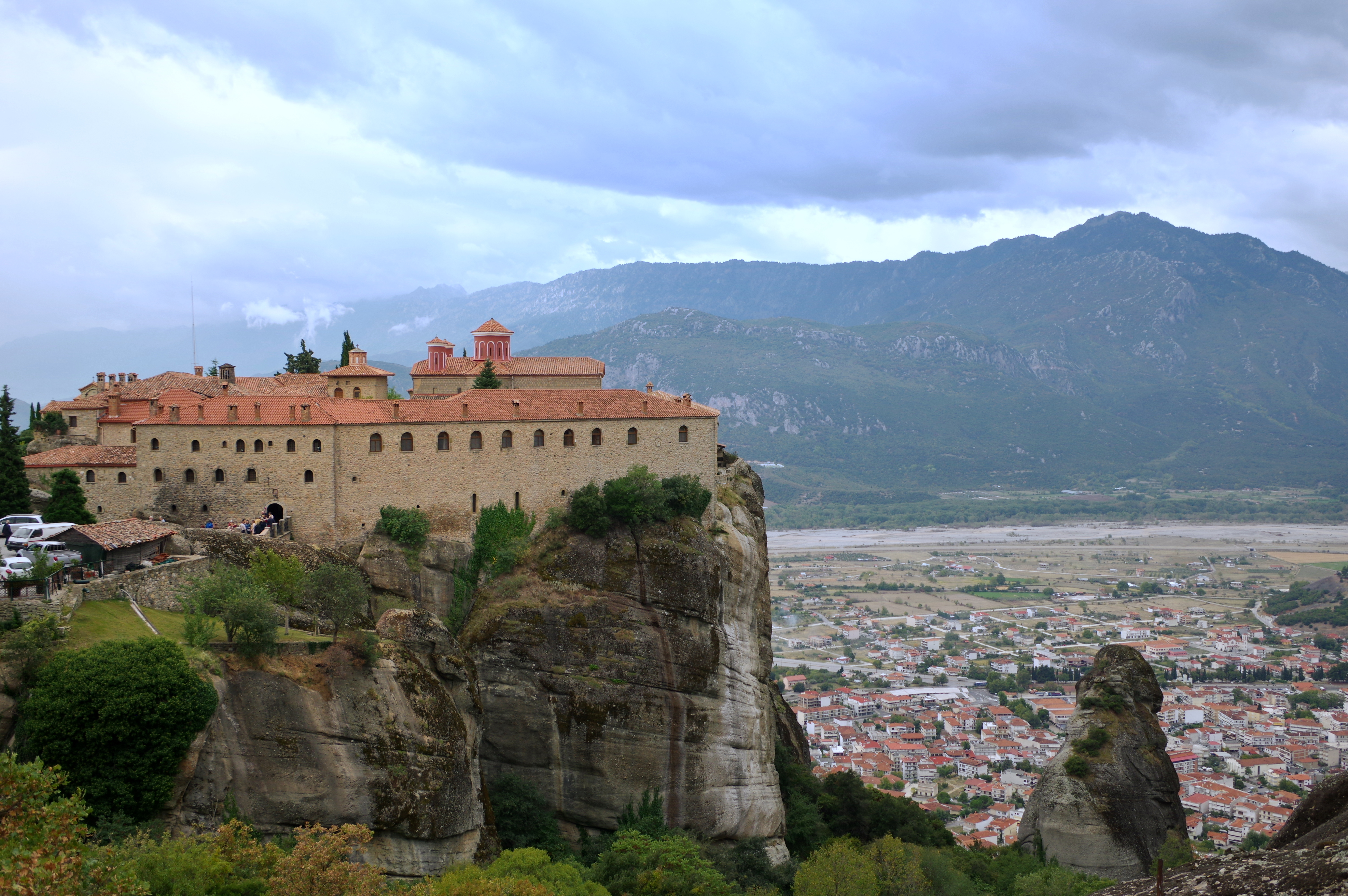
Klostret Agios Stephanos

Agios Stephanos är ett kloster i världsarvet Meteora i Grekland som grundades av Sankt Antoninus Cantacuzene omkring 1400. Här finns reliken Sankt Haralambos skalle. I kyrkan finns väggmålningar som prästen Ioannis från Stagoi målade 1545. Klostret skadades svårt under 1920-talet, bombades under andra världskriget och förstörelsen fortsatte under det efterföljande inbördekriget. 1961 blev Agios Stephanos ett nunnekloster efter att i princip varit helt övergivet.